# Niagara Fallsview Casino Resort

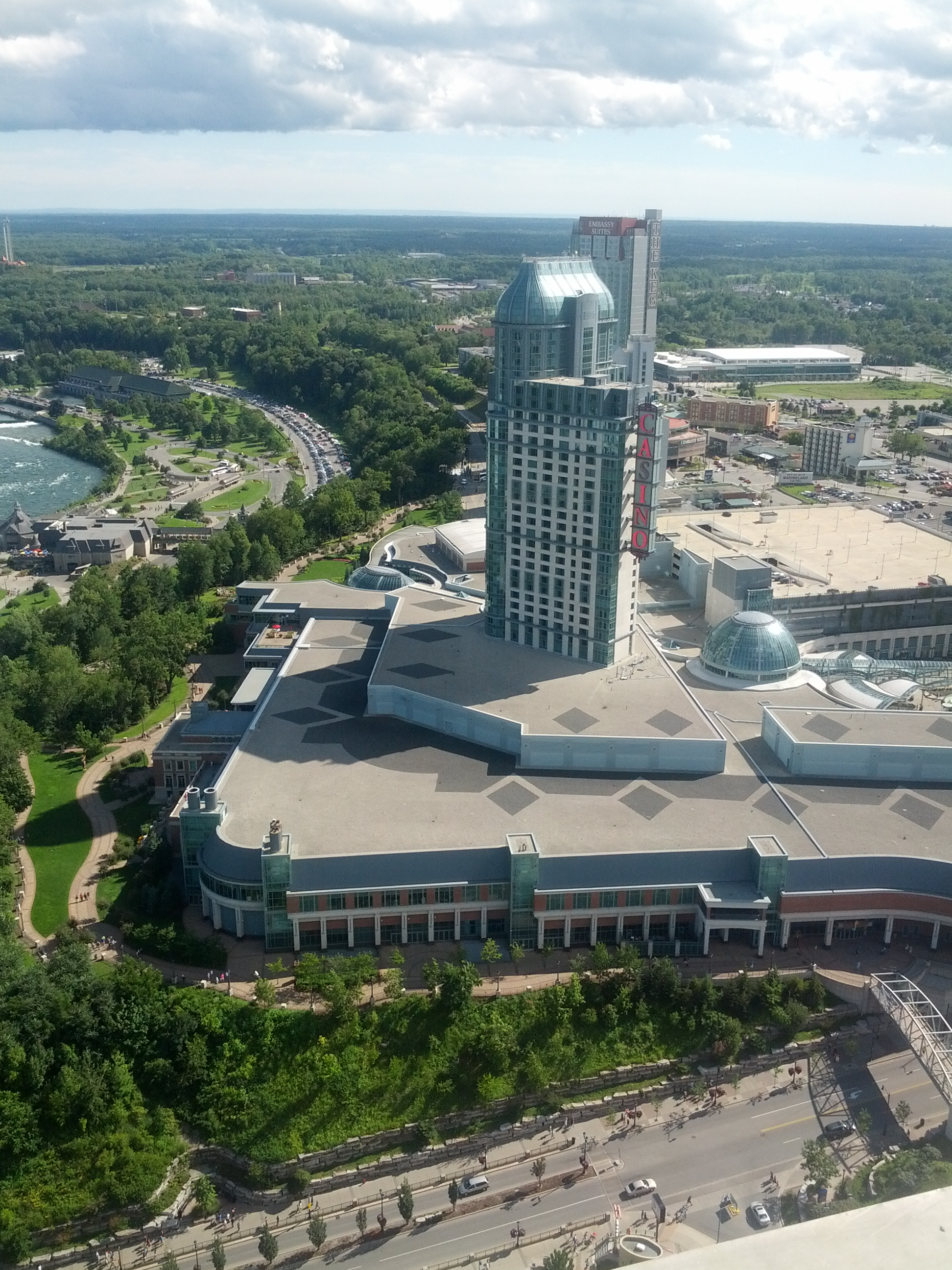
Vista do cassino.

Niagara Fallsview Casino Resort é um cassino e hotel localizado em Niagara Falls, Ontario.

Foi aberto em 2004.
Fallsview Casino oferece mais de 3.000 caça-níqueis e 100 mesas de jogo para seus visitantes.
O Fallsview Casino foi reaberto em julho de 2021 após ficar fechado por quase um ano e meio devido à pandemia do COVID-19.